# 小林まさひろ
小林 まさひろ（こばやし まさひろ、1953年9月15日 - 2016年6月22日）は、日本の元お笑い芸人、フグ料理料理人。ボクシングの親父大会に参戦、シルバー・ウエルター級チャンピオン。本名：小林 正弘（読み同じ）。横浜市鶴見区出身。横浜市立平安小学校、横浜市立市場中学校、桐蔭学園高等学校卒業。

## 来歴・人物
TBS系列で1972年から放送された素人参加型のバラエティ番組『ぎんざNOW!』の素人コメディアン道場でデビュー。その後、1975年に渡辺プロダクションよりザ・ハンダースを結成。
「ありがとうの小林君」と呼ばれリーダー格の人物であったが、デビュー時の営団地下鉄銀座線全区間のルートに相当する道路を休まず歩き抜くプロモーションを桜金造がサボった責任を取り、グループを脱退。脱退後は、テアトルド・ポッシュに移り俳優に映画『の・ようなもの』で落語家役、『金魂卷』で主役の医師、フジテレビドラマ『ただいま放課後』でたのきんトリオと主役の高校生4人組を演じ、日本テレビ『ルックルックこんにちは』等に出ていたが、結婚後ふぐ調理師の免許を取得、芸能界を引退し、1985年（昭和60年）より東京都・赤坂でふぐ料理専門店「参虎」を開店、店主兼専任ふぐ調理師を務めた。50歳を過ぎてからボクシングの親父大会に出場しオヤジファイターとしても活動しており、その模様が2007年7月13日に『イブニング・ファイブ』（TBS）で放送された。2010年に箱根天成園で行われたザ・ハンダースの一日限りのコンサートで、清水アキラに請われ30年ぶりにステージに立ち、この模様やおやじボクシングでの試合の様子等が、2010年10月10日放送の『ザ・ノンフィクション』（フジテレビ）「あの頃に戻れないハンダースの30年後」で放送された。2011年3月で25年間経営していた赤坂の店を閉め、鶴見の実家で居酒屋参虎として移転した模様も『ザ・ノンフィクション』に収録された。
2014年1月に末期の大腸ガンを宣告され、同年8月摘出手術を受ける。2015年5月8日放送の『爆報! THE フライデー』（TBS）で末期ガンであることを自ら告白し、「私の体はガンでできています。頑張って治していきます」とガン治療に意欲を見せた。その後2016年に『の・ようなもの　のようなもの』（『の・ようなもの』の続編）で30年ぶりに銀幕復帰を果たしたものの、同年6月22日朝、神奈川県内のホスピスにて逝去。62歳没（享年64）。法名は「釋弘峰居士（しゃくぐほうこじ）」。
2016年8月19日放送の『爆報! THE フライデー』で、彼の闘病生活から死に至るまでのドキュメントが特集で放送され、自身の死の直前に終活を行ったことが明らかになった。「先に逝って、みんなごめんな。」と、死の直前、家族に遺した最後のメッセージも紹介され、同番組のレギュラー出演者で、『ただいま放課後』で共演したのを切っ掛けに35年以上にわたって親交があった田原俊彦が感動の涙を流した。

## 主な出演

### テレビ番組
- ぎんざNOW!（1972年 - 1979年、TBS系列）
- ルックルックこんにちは（1983 - 1985年、日本テレビ系列）
- イブニング・ファイブ（2007年7月13日）
- 太田光の私が総理大臣になったら…秘書田中。（日本テレビ系列、ふぐ料理人として）
- ザ・ノンフィクション『あの頃に戻れない』（2010年10月10日、フジテレビ系列）
- 爆報! THE フライデー（2015年5月8日、2016年8月19日、TBS系列）

### 映画
- の・ようなもの（1981年、日本ヘラルド） - 志ん肉 役
- (金)(ビ)の金魂巻（1985年、にっかつ）
- の・ようなもの のようなもの（2016年、松竹） - 志ん肉 役

### ドラマ
- ただいま放課後（1980年 - 1981年、フジテレビ系列） - 岸本厚三 役
- 俺はご先祖さま（1981年 - 1982年、日本テレビ系列)　- 蒲田 役
- 火曜サスペンス劇場「危機一髪の女」（1982年5月18日、日本テレビ系列）
- 青春INGS ゆう子とヘレン 第10話「ライバルをつぶせ」（1982年、関西テレビ系列）
- だんなさまは18歳 第6話「私 見たわ!」（1982年、TBS系列）
- 特捜最前線 第290回「ふるさとの女!」（1982年12月8日、テレビ朝日系列）
- 月曜ドラマランド（フジテレビ系列）
  - 「あんみつ姫 第3作」（1984年1月9日）
  - 「まさし君」（1985年2月18日）
  - 「心はロンリー気持ちは「…」II」（1985年7月15日）

## 関連人物
- ザ・ハンダース
  - 清水アキラ
  - 桜金造（佐藤金造）
  - あご勇
  - 中本賢（アパッチけん）
  - 鈴木寿永吉（鈴木末吉）
- 田原俊彦